# Patagonotothen brevicauda brevicauda
Patagonotothen brevicauda brevicauda is een ondersoort van de straalvinnige vissen uit de familie van de ijskabeljauwen (Nototheniidae). De wetenschappelijke naam van de soort is voor het eerst geldig gepubliceerd in 1905 door Lönnberg.